# Jan Żołna-Manugiewicz

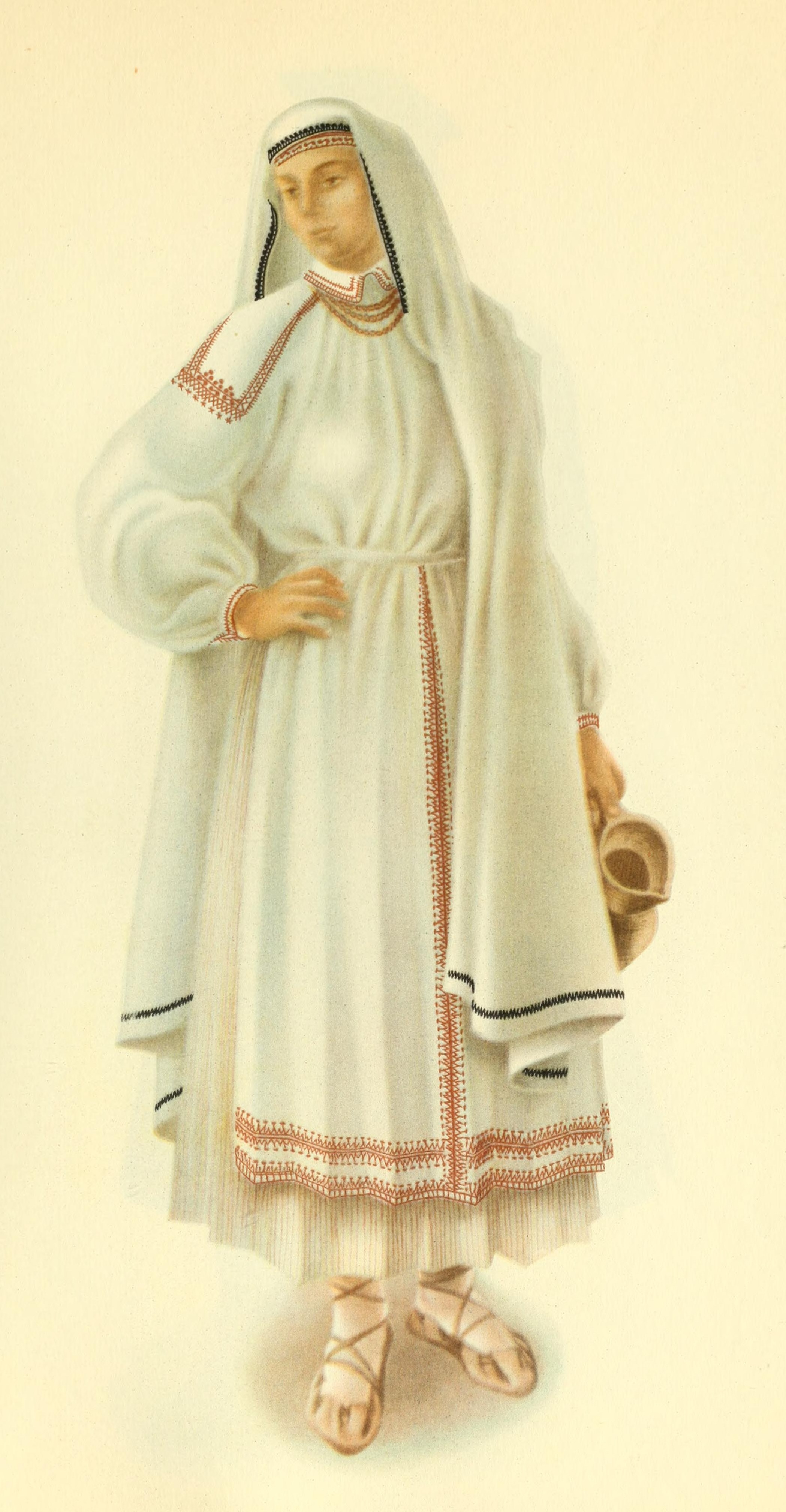
Ilustracja z Polskich strojów ludowych J. Manugiewicza, 1955

Jan Manugiewicz (Żołna-Manugiewicz) (ur. 23 czerwca 1904 w Warszawie, zm. 1 lutego 1988 tamże) – etnograf, etnolog, muzeolog, dyrektor muzeów etnograficznych w Łodzi i Warszawie.

## Rodzina
Urodził się w zubożałej rodzinie ziemiańskiej o korzeniach ormiańskich. Jego ojcem był Józef Wacław, a matką – Michalina Henryka z d. Bartlewicz. Miał dwoje rodzeństwa. W 1935 r. ożenił się z Heleną Hyłą, która z zawodu była drogistką. Miał dwie córki Hannę Leclerc (geografka i nauczycielka języka francuskiego) i Agnieszkę (fotografka, specjalistka od reprografii).

## Studia
Studiował na Wydziale Humanistycznym Uniwersytetu Warszawskiego w latach 1925–1930. Podczas ostatniego roku studiów uczestniczył w seminariach z etnografii Słowian na Uniwersytecie Jagiellońskim, prowadzonych przez Kazimierza Moszyńskiego. W tym czasie odbywał praktykę w krakowskim Muzeum Etnograficznym. Po powrocie do Warszawy, dzięki stypendium, rozpoczął pracę jako laborant w Zakładzie Etnologii Instytutu Nauk Antropologicznych Towarzystwa Naukowego Warszawskiego (TWN). W tym samym czasie uczył geografii w dwóch warszawskich gimnazjach państwowych.
W latach 1932–1939 został młodszym, a potem starszym asystentem w Katedrze Etnologii Wolnej Wszechnicy Polskiej (WWP). Prowadził ćwiczenia do wykładów Stanisława Poniatowskiego dla łódzkich słuchaczy WWP. W 1936 r., po zdaniu wymaganych egzaminów i przedłużeniu pracy Typy i rozmieszczenie jarzem w Europie, otrzymał tytuł magistra filozofii.

## Praca
Podczas studiów w 1928 r. podjął pierwszą pracę w Muzeum Przemysłu i Rolnictwa w Warszawie. Tam opracowywał zbiór etnograficzny z terenu Huculszczyzny. Od 1931 r. obejmował stanowisko kierownika i kustosza Miejskiego Muzeum Etnograficznego (z działem archeologicznym) w Łodzi (obecnie jest to Muzeum Etnograficzne i Archeologiczne). Placówka dopiero zaczynała swoją pracę, więc zajęcie tego stanowiska nakładało na Manugiewicza wiele obowiązków. Należało stworzyć od podstaw założenia teoretyczne instytucji, określić zasięg jej działania (zarówno terytorialny jak i merytoryczny), znaleźć odpowiednie miejsce, w którym miało się mieścić Muzeum, a także wyposażyć go w niezbędny sprzęt techniczny. Początkowo personel nie był wcale liczny: kierownik, pomoc naukowa, sekretarka i woźny, dlatego też należało uzupełnić kadrę.
Dla wzbogacenia kolekcji obiektów etnograficznych stworzył sieć badaczy terenowych i informatorów, zarówno w Polsce, jak i w krajach pozaeuropejskich.
Kolejną inicjatywą, którą zrealizował w 1932 r., było założenie Towarzystwa Opieki nad Zabytkami Ludoznawczymi i Archeologicznymi w Łodzi. Celem Towarzystwa była „popularyzacja wiedzy etno i archeologicznej i opieka nad zabytkami z zakresu obu nauk”. Manugiewicz pełnił w nim funkcję skarbnika, a także redaktora powołanych przez Towarzystwo „Wiadomości Ludoznawczych".

## II wojna światowa
W grudniu 1939 r. wraz z rodziną został wysiedlony do Krakowa. W maju 1941 r. przeniósł się do gminy Bielawy w okolicach Łowicza. Utrzymywał się tam z pracy na roli. Zaangażowany był w działalność konspiracyjną, związaną z ruchem lewicowym. Dzięki swojej działalności w późniejszym czasie wszedł w skład założycieli Krajowej Rady Narodowej (KRN), został przewodniczącym Komisji Kultury, Nauki i Oświaty. Pełnił funkcję posła KRN do 1946 r., a także był członkiem wielu komisji poselskich. Nie związał się z żadną partią polityczną. Podczas wojny przybrał pseudonim Szymon Żołna. Na przełomie lipca i sierpnia 1944 był specjalnym wysłannikiem Krajowej Rady Narodowej do Lublina. W tym okresie przez kilka dni tymczasowo pełnił funkcję przewodniczącego nowo powstałej Prezydium Wojewódzkiej Rady Narodowej w tym mieście (do przybycia Kazimierza Sidora).

## Lata powojenne

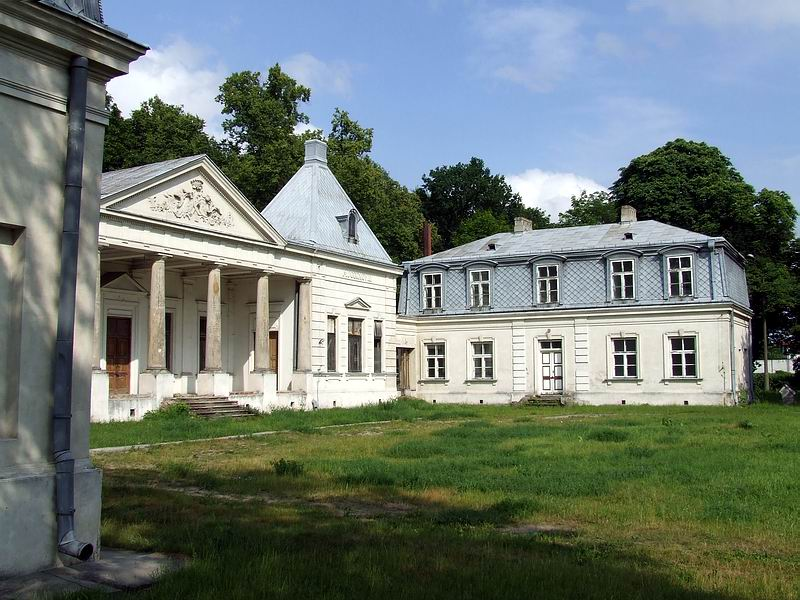
Pierwsza siedziba warszawskiego Muzeum Etnograficznego: pałacyk na Młocinach.

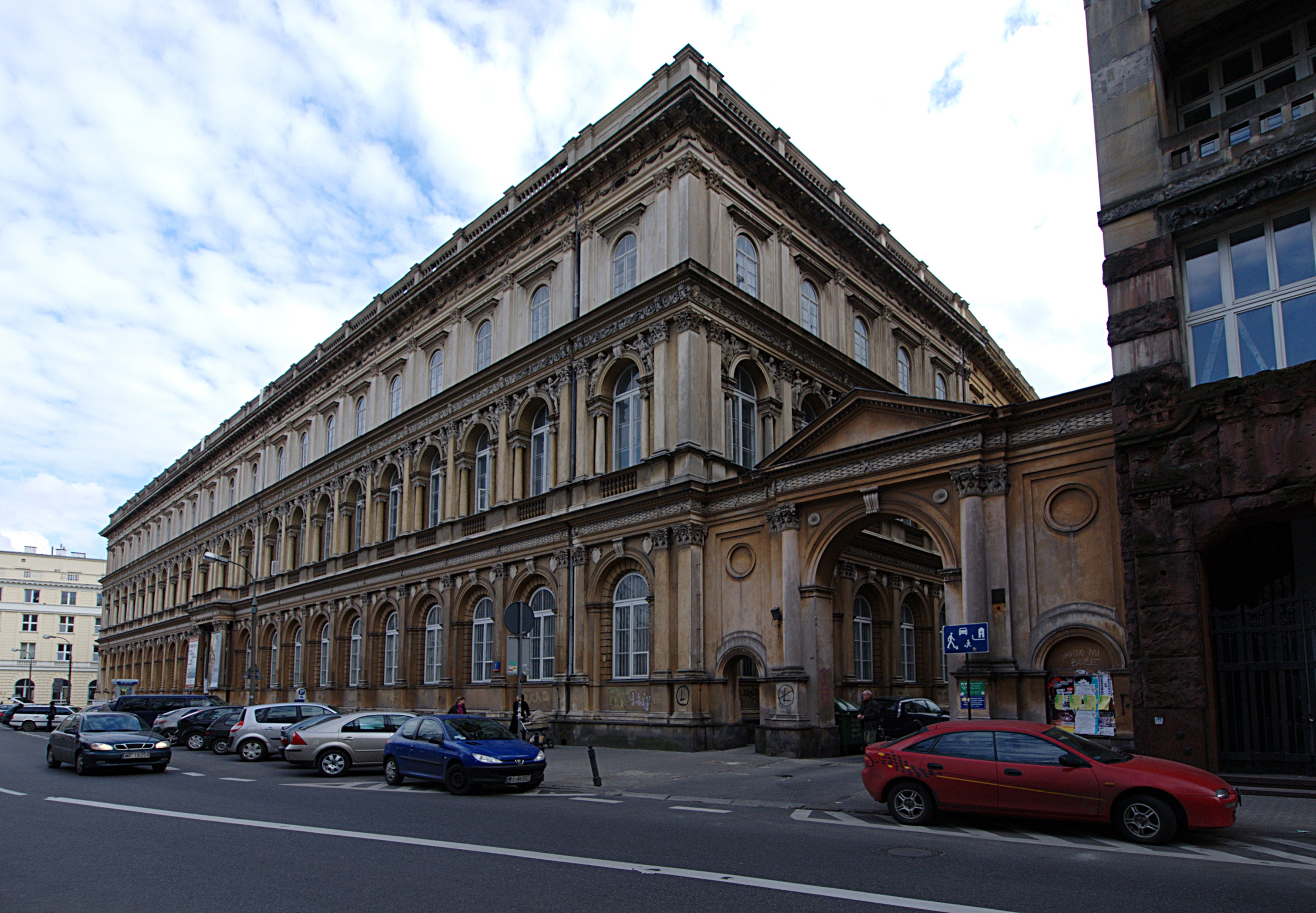
Gmach Państwowego Muzeum Etnograficznego w Warszawie, ul. Kredytowa 1

W latach 1945–1953 był członkiem Zarządu Głównego Polskiego Towarzystwa Ludoznawczego. Brał udział w pracy komitetu redakcyjnego „Prac i Materiałów Etnograficznych”.
W 1946 r. wycofał się z czynnej działalności politycznej. Wystąpił do władz z inicjatywą powołania muzeum etnograficznego w Warszawie (poprzednie zostało doszczętnie zniszczone podczas wojny). W stworzeniu tej instytucji widział możliwość przedstawienia i udokumentowania specyfiki etnograficznej Polaków, podkreślenia jej wartości i wkładu w ogólny rozwój cywilizacji.  Tym celom miały służyć zbiory zgromadzone zarówno na terenie Polski, jak i z krajów europejskich. Ostatnie miały wskazać miejsce Polski w ogólnym dorobku kultury europejskiej. Kolejnym działem miały być zbiory ilustrujące charakterystykę etnograficzną ludów świata, które zachowały podstawowe cechy swej rodzimej kultury i mogły przedstawić etapy rozwoju cywilizacji ludzkiej.
W październiku 1946 r. powołano  Muzeum Kultur Ludowych w Młocinach. Z czasem stało się Państwowym Muzeum Etnograficznym – największą placówką tego typu w kraju. Wtedy siedzibą muzeum stał się zniszczony XVIII-wieczny pałac Bruhla w Młocinach pod Warszawą, otoczony rozległym parkiem. Dzięki niesłychanej energii i konsekwencji działania dyrektora, mimo skąpych środków finansowych, nie tylko odbudowano budynek, ale zgromadzono na tyle reprezentatywne zbiory, że już w 1948 r. otwarto pierwszą wystawę: „Strój i odzież ludowa". Jan Manugiewicz chciał, by na terytorium parku mieściły się różnorodne formy budownictwa ludowego z wszystkich regionów Polski. Manugiewicz chciał zaoferować zwiedzającym aktywną formę wypoczynku – możliwość uczestniczenia w zespołach artystycznych lub dyskusyjnych.  Niestety, plany nie zostały wcielone w życie.
Ważne miejsce w projektach Manugiewicza zajmowała idea stworzenia w muzeum centrum studiów polonijnych, którego celem byłoby – z jednej strony – badanie wkładu emigracji polskiej w rozwój miejsc i krajów osiedlenia, z drugiej zaś – zapobieganie wynaradawianiu się Polaków na obczyźnie przez ułatwianie im kontaktów z ojczystym dziedzictwem kulturowym. Pomysł ten, jak wiele innych, zrealizowany był znacznie później przez inne instytucje. 
W 1947 r. opracował koncepcję organizacji przemysłu ludowego na zlecenie Ministerstwa Rolnictwa i Reform Rolnych.
W 1952 r. udało się zorganizować wystawę etnograficznych na barce, która przez następne 16 lat pływała w okresie letnim po Wiśle wzdłuż prawie całego jej biegu z różnymi wystawami obrazującymi polską oraz egzotyczną kulturę.
W 1954 r. został powołany w skład Komisji Zakupów i Ocen Dzieł Sztuk Plastycznych w Ministerstwie Kultury i Sztuki, a także został członkiem komisji kwalifikującej stroje ludowe dla zespołu „Śląsk”.
W październiku 1955 r. Manugiewicz został usunięty ze stanowiska dyrektora PME w Warszawie i przeniesiony w stan spoczynku.
Na emeryturze  starał się o stałą pracę, m.in. na Uniwersytecie Warszawskim. Niestety, Manugiewiczowi nie udało się dostać etatu. Zajął się hodowlą owiec, ukończył kurs rolniczy, a nawet później technikum rolnicze. Zakupił ziemię pod Sochaczewem i rozpoczął hodowlę, najpierw sezonowy wypas, potem całoroczny.
Pochowano go na Cmentarzu Komunalnym Północnym w Warszawie (kwatera E-XVII-1-3-19).

## Ordery i odznaczenia
- Krzyż Komandorski z Gwiazdą Orderu Odrodzenia Polski[1]
- Krzyż Komandorski Orderu Odrodzenia Polski[9]
- Medal za Warszawę 1939–1945 (17 stycznia 1946)[10]
- Pamiątkowy Medal z okazji 40. rocznicy powstania Krajowej Rady Narodowej (1983)[11]

## Dorobek naukowy
Jan Manugiewicz był początkowo zwolennikiem teorii kręgów kulturowych, zachwycał się osiągnięciami szkoły kulturowo-historycznej w etnologii, a także był wiernym uczniem prof. Stanisława Poniatowskiego. W poszczególnych esejach Manugiewicz przedstawił analizę krytyczną stosowanych wówczas metod badawczych, większość miejsca poświęcając schematom podziału kultur zasadniczych opracowanym przez W. Schmidta. Swoje tezy formułował na podstawie dorobku etnologii, archeologii, paleoetnologii i paleolingwistyki. W późnych latach 40. przeszedł na pozycje marksistowskiego materializmu.
Pisał recenzje i przewodniki muzealne po ekspozycji stałej i wystawach czasowych Muzeum Kultury Ludowej. Przygotował 5 haseł do Słownika starożytności słowiańskich. Nieopublikowane prace przed 1939 r. zostały zniszczone podczas wojny. Ponad 20 tekstów, które powstały po zakończeniu wojny znajduje się w archiwum Państwowego Muzeum Etnograficznego w Warszawie.

### Wybrane publikacje
- 1932 Maskarady karnawałowe: „podkoziołek” – „kłoda” – Matka Boska Gromniczna. „Wiadomości Ludoznawcze”, t. 1, z. 1, s. 6–9.
- 1932–1933 Współczesne poglądy na pochodzenie dzisiejszych kultur ludowych świata. „Wiadomości Ludoznawcze” (cykl artykułów 1932: z. 2, s. 34–39, z. 3–4, s. 63–85; 1933: z. 1–2, s. 1–11, z. 3–4, s. 41–53).
- 1932 Muzeum Etnograficzne w Łodzi. „Ziemia”, nr 17, z. 4–5, s. 141–143.
- 1949 Zadania generalne Muzeum Kultur Ludowych. „Polska Sztuka Ludowa”, nr 7–8, s. 232–235.
- 1966 Etnografia w Warszawskich Towarzystwach Naukowych i ich zastępnikach. „Lud”, t. 51, cz. 1, s. 61–69.
- 1995 Polskie stroje ludowe, Łódź.